# The Clown
The Clown — студійний альбом американського джазового контрабасиста Чарльза Мінгуса, випущений у 1957 році лейблом Atlantic Records.

## Опис
The Clown став другим шедевром Чарльза Мінгуса поспіль після виходу Pithecanthropus Erectus. Мінгус грає разом з Кертісом Портером (альт- і тенор-саксофон), Джиммі Неппером (тромбон), Вейдом Леджем (фортепіано) і Денні Річмондом (ударні). Усі композиції написані Мінгусом; «Reincarnation of a Lovebird» присвячена Чарлі Паркеру, заглавна «The Clown» містить імпровізовану оповідь Джина Шеферда.
Альбом став першою роботою Мінгуса з ударником Річмондом, співпраця з яким триватиме понад 20 років.

## Список композицій
1. «Haitian Fight Song» (Чарльз Мінгус) — 11:57
2. «Blue Cee» (Чарльз Мінгус) — 4:55
3. «Reincarnation of a Lovebird» (Чарльз Мінгус) — 8:31
4. «The Clown» (Чарльз Мінгус) — 12:29

## Учасники запису
- Чарльз Мінгус — контрабас
- Кертіс Портер — альт-саксофон (1-3), тенор-саксофон (4)
- Джиммі Неппер — тромбон
- Вейд Ледж — фортепіано
- Денні Річмонд — ударні
- Джин Шеферд — оповідь [імпровізована оповідь] (4)

Технічний персонал
- Несухі Ертегюн — продюсер
- Том Дауд, Ларрі Гіллер — інженер
- Pickow Three Lions — фотографія
- Марвін Ізраел — дизайн обкладинки
- Нет Гентофф — текст